# Deutsche Botschaft Sarajewo
Die Deutsche Botschaft Sarajewo (bosnisch: Njemačka ambasada Sarajevo) ist die Diplomatische Vertretung der Bundesrepublik Deutschland in Bosnien und Herzegowina.

## Lage und Gebäude

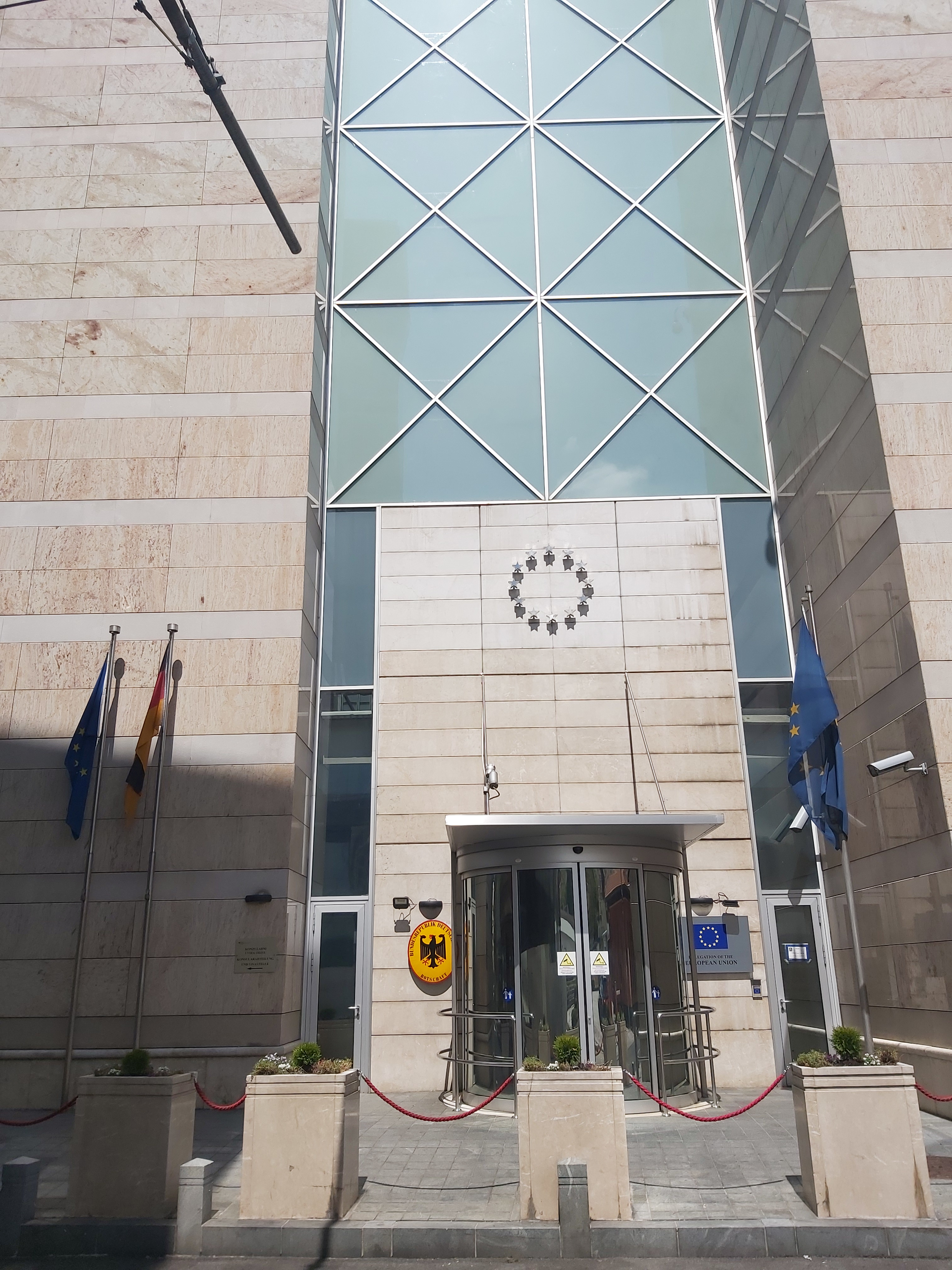
Botschaft Sarajewo, Eingang

Die Kanzlei der Botschaft befindet sich im zentralen Stadtteil Skenderija der bosnisch-herzegowinischen Hauptstadt Sarajevo. Die Straßenadresse lautet: Skenderija 3, 71000 Sarajewo.
Die Kanzlei ist in einem modernen, größeren Bürohaus untergebracht. In demselben Gebäude befindet sich auch die Delegation der Europäischen Union.

## Auftrag und Organisation
Die Botschaft Sarajewo hat den Auftrag, die bosnisch-herzegowinisch-deutschen Beziehungen zu pflegen, die deutschen Interessen gegenüber der bosnisch-herzegowinischen Regierung zu vertreten und die Bundesregierung über Entwicklungen in Bosnien und Herzegowina zu unterrichten.
In der Botschaft bestehen die Arbeitsbereiche Politik, Wirtschaft sowie Kultur und Bildung.
Das Referat für Rechts- und Konsularaufgaben der Botschaft bietet deutschen Staatsangehörigen alle konsularischen Dienstleistungen an und bietet Hilfe in Notfällen. Der konsularische Amtsbezirk der Botschaft umfasst ganz Bosnien und Herzegowina. Die Visastelle erteilt Einreisegenehmigungen für in Bosnien und Herzegowina ansässige Staatsangehörige dritter Länder. Bosnisch-herzegowinische Staatsangehörige benötigen für die Einreise nach Deutschland für weniger als 90 Tage innerhalb von 180 Tagen kein Visum (für Arbeitsaufnahme wird in der Regel ein Visum benötigt).

## Geschichte
Bosnien und Herzegowina wurde am 1. März 1992 von der SFR Jugoslawien unabhängig. Die Bundesrepublik Deutschland eröffnete am 1. Juli 1994 ihre Botschaft in Sarajewo.